# Vorstendom Theodoro

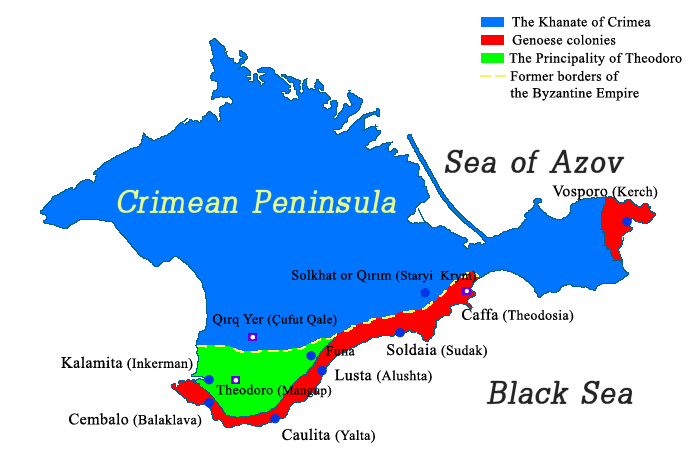
De Krim met daarop:
Theodoro
Genuese koloniën
Kanaat van de Krim

Het vorstendom Theodoro (Grieks: Θεοδόρο) of Gothia (Grieks: Γοτθία) was van de 13e eeuw tot 1475 een kleine staat in het zuiden van de Krim. Theodoro was onafhankelijk geworden van het keizerrijk Trebizonde toen dit land geen controle meer kon uitoefenen op de oude Byzantijnse gebieden in het zuiden van de Krim. In 1475 werd het vorstendom veroverd door de Ottomaanse Turken.

## Geschiedenis
Het gebied van het Theodoro was in de 11e eeuw een deel geweest van het Byzantijnse Rijk. Toen in 1204 Constantinopel tijdens de Vierde Kruistocht werd veroverd door de kruisvaarders die het Latijnse Keizerrijk stichtten werden de gebieden in het zuiden van de Krim een deel van het keizerrijk Trebizonde. Vanaf 1250 begonnen de Genuezen hun macht in het Zwarte Zeegebied te versterken door koloniën te vestigen. Dit had, samen met invallen door de Seltsjoeken, tot gevolg dat Trebizonde zijn invloed op de Krim verloor en dat Theodoro langzaam onafhankelijk werd.
De heersende dynastie van Theodoro, het huis Gabras, nam de titel "Vorst van Theodoro en Gothië" aan. Via het huwelijk bleven zij verbonden met de Komnenen die over Trebizonde heersten.
De betrekkingen tussen Theodoro en het Kanaat van de Gouden Horde waren over het algemeen goed, maar met Genua werd regelmatig oorlog gevoerd. De bouw van de havenstad Awlita, op de plaats van het later gestichte Sebastopol, bedreigde door zijn gunstige positie op de zijderoute de handelsmogelijkheden van de Genuese kolonie Kaffa.
Na de Val van Constantinopel (1453), het Despotaat Morea (1460) en het keizerrijk Trebizonde (1461), was Theodoro het enige nog overgebleven deel van het Byzantijnse Rijk dat niet onder Turkse heerschappij stond. In 1475 werden Theodoro en de Genuese koloniën veroverd door Ottomaanse troepen onder het bevel van Gedik Ahmed Pasja. Deze gebieden werden direct door de Verheven Porte bestuurd, in tegenstelling tot de rest van de Krim, dat onder het kanaat van de Krim viel.

## Geografie
Theodoro bestond uit een klein gebied in het Zuiden van de Krim in het Krimgebergte. Het kustgebied ten zuiden van het vorstendom bestond uit Genuese koloniën. De steppes ten noorden van het vorstendom behoorden aan het kanaat van de Gouden Horde, na 1441 het kanaat van de Krim.
De hoofdstad van het vorstendom werd ook Theodoro genoemd

## Demografie
In het vorstendom leefden een aantal verschillende etnische groepen waaronder Grieken, Krim-Goten, Alanen en Karaïetische joden. Deze groepen hadden zich van de oudheid tot de middeleeuwen op de Krim gevestigd. De overgrote meerderheid van de bevolking sprak Grieks en behoorde tot de Grieks-orthodoxe Kerk.

## Vorsten van Theodoro
- Demetrios (Na 1362 — voor 1368)
- Basileios (? - ?)
- Stefan (Zoon van Basileios) (?—1402)
- Alexios I (Zoon van Stephan) (1402—1434)
- Alexios II (Zoon van Alexios I) (1434—1444)
- Johannes (Olubey) (Zoon van Alexios I) (1444—1460)
- Isaak (Zoon van Alexios I) (1471—1474)
- Alexander (Zoon van Alexios II) (Juni — December 1475)